# Georg von Alten (Generalleutnant)
Georg Karl Friedrich Viktor von Alten (* 23. April 1846 in Potsdam; † 28. April 1912 in Berlin) war ein preußischer Generalleutnant.

## Leben

### Herkunft
Georg entstammte dem niedersächsischen Adelsgeschlecht von Alten und war der Sohn von Georg Julius Bogislaw von Alten (1809–1867) und dessen Ehefrau Bertha, geborene Labes (1823–1903).

### Militärkarriere
Alten trat am 2. Mai 1863 in das 30. Kombinierte Infanterie-Regiment der Preußischen Armee ein und nahm 1866 als Sekondeleutnant während des Krieges gegen Österreich an der Schlacht bei Königgrätz teil. Er wurde 1875 Hauptmann im Großen Generalstab.
Er war vom 14. Mai 1894 bis zum 18. März 1896 Kommandeur des Colbergschen Grenadier-Regiment „Graf Gneisenau“ (2. Pommersches) Nr. 9 und wurde anschließend unter Beförderung zum Generalmajor Kommandeur der 65. Infanterie-Brigade in Mörchingen. Zum 27. Juni 1897 wurde Alten in den Generalstab der Armee versetzt und avancierte schließlich 1899 als Generalleutnant zum Kommandeur der 2. Division in Insterburg. Im Jahr 1901 wurde Alten zur Disposition gestellt.

### Familie
Alten heiratete am 24. September 1873 in Berlin Marie Wolff (* 1854 in Bunzlau). Aus der Ehe ging der Sohn Hans von Alten hervor.

## Werke
Schon während seiner Generalstabszeit betätigte er sich literarisch auf dem Gebiet der Militärgeschichte. Ab 1897 war er Mitglied der Studienkommission der Kriegsakademie in Berlin. Nach seiner Pensionierung wurde er ab 1909 Herausgeber des auf acht Bände angelegten Werks Handbuch für Heer und Flotte. Enzyklopädie der Kriegswissenschaft und verwandter Gebiete:
- Band 1: A–Bayonne. Berlin u. a. 1909.
- Band 2: Bayreuth–Dampfsammler. Berlin u. a. 1909.
- Band 3: Dampfschiff–F.Z.M.. Berlin u. a. 1911.
- Band 4: G–Idstedt. Berlin u. a. 1912.
- Band 5: Idstein–Leipzig. Berlin u. a. 1913.
- Band 6: Leissègues–Österreich-Ungarn. Berlin u. a. 1914.

Nach seinem Tod wurde die Reihe unter Leitung von Francis Smith, Berlin, weiter bearbeitet, aufgrund des Ausbruchs des Ersten Weltkriegs allerdings mit  Band 6 eingestellt. Als Sonderband erschien außer der Reihe Band 9, der mit der Darstellung der Mexikanischen Revolution bis 1911 abschloss. Als Band 9a erschien ein zu Band 9 gehöriger Kartenband, der allerdings schon 1911 veröffentlicht wurde.
- Band 9: Die Kriege vom Altertum bis zur Gegenwart. Berlin u. a. 1912.